# Gregory Bittman
Gregory John Bittman (ur. 5 marca 1961 w Hamilton) – kanadyjski duchowny katolicki, biskup Nelson od 2018.

## Życiorys

### Prezbiterat
Święcenia kapłańskie przyjął 15 sierpnia 1996 i został inkardynowany do archidiecezji Edmonton. Przez kilka lat pracował jako proboszcz w kilku parafiach. W 2000 został kanclerzem kurii, a w 2009 objął także funkcję wikariusza sądowego.

### Episkopat
14 lipca 2012 został mianowany biskupem pomocniczym archidiecezji Edmonton oraz biskupem tytularnym Caltadria. Sakry biskupiej udzielił mu 3 września 2012 metropolita Edmonton - abp Richard William Smith.
13 lutego 2018 papież Franciszek mianował go biskupem diecezji Nelson.